# 上野景文
上野 景文（うえの かげふみ、1948年2月18日 - ）は、日本の外交官。グアテマラ駐箚駐箚特命全権大使、バチカン駐箚特命全権大使を歴任した。退官後は杏林大学客員教授。「文明論考家」を称する。

## 経歴・人物
東京都出身。1970年（昭和45年）東京大学教養学部を卒業して、外務省に入省する。1973年（昭和48年）ケンブリッジ大学経済学部を卒業する。ニューヨーク、在シンガポール日本国大使館参事官、パリの経済協力開発機構（OECD）日本政府代表部公使などの在外公館勤務や、兵庫県商工部商業貿易課長、外務省大臣官房在外公館課在外公館警備室長、国際交流基金総務部長兼日本研究部長を経て、1997年（平成9年）スペイン公使、1999年（平成11年）メルボルン総領事、2001年（平成13年）から2004年（平成16年）までグアテマラ駐箚駐箚特命全権大使。2004年ケンブリッジ経済学部修士課程を修了。財団法人国際研修協力機構常務理事を経て、2006年（平成18年）から2010年（平成22年）バチカン駐箚特命全権大使を歴任した。退官後は2011年（平成23年）4月より杏林大学外国語学部客員教授として教壇に立っている。一般社団法人日本シンガポール協会顧問。
2009年、ローマで開催された先進7か国財務大臣・中央銀行総裁会議に出席した中川昭一が「朦朧会見」を引き起こした直後、バチカン美術館でもトラブルを起こしているが、この時にイタリア駐箚特命全権大使の安藤裕康、財務省国際局局長の玉木林太郎らとともに随行していた。
2022年、瑞宝中綬章受章。

## 著書

### 単著
- 『バチカンの聖と俗』（かまくら春秋社, 2011年）
- 『現代日本文明論　―神を呑み込んだカミガミの物語―』（第三企画, 2006年）

## 同期
- 西田恒夫（10年国連大使・07年駐カナダ大使・05年外務審議官（政務担当））
- 安藤裕康（11年国際交流基金理事長・08年駐伊大使）
- 原聰（08年関西担当大使・05年駐ポルトガル大使・01年駐ブルネイ大使）
- 大木正充（07年駐アゼルバイジャン兼グルジア大使・04年駐クウェート大使・駐イエメン大使）
- 小溝泰義（13年広島平和文化センター理事長・10年駐クウェート大使）
- 夏井重雄（08年駐カザフスタン大使）
- 河東哲夫（02年駐ウズベキスタン大使）
- 駒野欽一（10年駐イラン大使・06年駐エチオピア兼ジブチ大使・02年駐アフガニスタン大使）
- 石榑利光（11年駐スロベニア大使）
- 城守茂美（13年駐スロベニア大使）
- 柴崎二郎（10年駐ニカラグア大使）